# Cetecom advanced

Historisches Logo des Vorgänger-Unternehmens

Die cetecom advanced GmbH ist ein international operierender Test- und Zertifizierungsdienstleister und ein Tochterunternehmen der RWTÜV-Gruppe mit Niederlassungen in Deutschland, den USA/Kalifornien, Japan, Korea und Taiwan. Der Hauptsitz befindet sich in Saarbrücken.

## Geschichte
1998 übernahm die als Tochter der Unternehmen Cubis AG aus Essen und DETECON gegründete "BZT privat CETECOM GmbH" den gesamten Laborbereich des Bundesamtes für Zulassungen in der Telekommunikation. Zugleich wurden die Aufgaben als zuständige Stelle im Sinne des EMV-Gesetzes unter anderem an die CETECOM in Essen und die BZT privat CETECOM übertragen.
Ende 2016 wurde der Standort Saarbrücken, die "CETECOM ICT Services GmbH", in die "CTC advanced GmbH" ausgegliedert, blieb aber ein Teil der RWTÜV-Gruppe. Die Anerkennung als benannte Stelle (mit der Kennnummer "CE0682") lag danach bei der CTC advanced GmbH. Die Cetecom GmbH ist 2023 zusammen mit der CTC advanced GmbH auf die cetecom advanced GmbH verschmolzen.

## Dienstleistungen
Das Unternehmen bietet neben den regulatorischen Zulassungen (u. a. CE, FCC, CCC, ISED, ACMA, BSI) auch Zertifizierungen gemäß den Anforderungen privater Zulassungsregime (u. a. Bluetooth SIG, Wi-Fi Alliance, Wireless Power Consortium, Bankenverbände und Kreditkartenregimes) an. Die cetecom advanced ist in diesem Zusammenhang u. a. als benannte Stelle 0680 tätig.
Zu den angebotenen Leistungen zählen z. B. die Überprüfung von Geräten, die zur europaweiten, elektronischen Entrichtung von Mautgebühren dienen.

## Geschäftsfelder (Ausschnitt)
- EMV-Prüfungen für Funkprodukte, Industrie, Haushalt, Medizin und Automotive
- Funkprüfungen inkl. Bluetooth, WLAN, Radar, Ultrabreitband, Mobilfunk, NFC und Short Range Devices
- OTA-Prüfungen
- SAR-Messungen
- Prüfungen zur elektrischen Sicherheit
- Messungen für drahtloses Laden
- IoT-Sicherheitsprüfungen
- Zulassungen und Prüfungen im Smartcard-Bereich (Kreditkarten, Reisepässe, elektronische Fahrscheine u. a. und die entsprechenden Lesegeräte)
- Sicherheitsprüfungen an Lithium-Ionen-Batterien